# Olympische Sommerspiele 1996/Teilnehmer (Benin)
| Gelbes Symbol für Goldmedaillen mit stilisierten Olympischen Ringen | Graues Symbol für Silbermedaillen mit stilisierten Olympischen Ringen | Braundes Symbol für Bronzemedaillen mit stilisierten Olympischen Ringen |
| ------------------------------------------------------------------- | --------------------------------------------------------------------- | ----------------------------------------------------------------------- |
| —                                                                   | —                                                                     | —                                                                       |

Benin nahm bei den Olympischen Sommerspielen 1996 in der US-amerikanischen Metropole Atlanta mit fünf Sportlern, vier Männern und einer Frau, in vier Wettbewerben in einer Sportart teil.

## Flaggenträger
Die Leichtathletin Laure Kuetey trug die Flagge Benins während der Eröffnungsfeier am 19. Juli 1996 im Centennial Olympic Stadium.

## Teilnehmer
Jüngster Teilnehmer war der Leichtathlet Eric Agueh mit 24 Jahren und 105 Tagen, der älteste war Issa Alassane-Ousséni, der ebenfalls in der Leichtathletik startete, mit 35 Jahren und 85 Tagen.
| Name                  | Alter | Geschlecht | Sportart       | Resultat(e)                                                                                     |
| --------------------- | ----- | ---------- | -------------- | ----------------------------------------------------------------------------------------------- |
| Eric Agueh            | 24    | männlich   | Leichtathletik | Platz 8 im elften Vorlauf über 100 Meter; Platz 6 im vierten Vorlauf mit der 100-Meter-Staffel  |
| Issa Alassane-Ousséni | 35    | männlich   | Leichtathletik | Platz 6 im vierten Vorlauf mit der 100-Meter-Staffel                                            |
| Pascal Dangbo         | 24    | männlich   | Leichtathletik | Platz 7 im fünften Vorlauf über 200 Meter; Platz 6 im vierten Vorlauf mit der 100-Meter-Staffel |
| Arcadius Fanou        | 24    | männlich   | Leichtathletik | Platz 6 im vierten Vorlauf mit der 100-Meter-Staffel                                            |
| Laure Kuetey          | 25    | weiblich   | Leichtathletik | Platz 8 im ersten Vorlauf über 200 Meter                                                        |